# José Rentes de Carvalho
José Rentes de Carvalho ComIH (Vila Nova de Gaia, 15 de maio de 1930) é um escritor português.

## Biografia
Filho de pais primos vindos da aldeia de Estevais de Mogadouro, situada na província de Trás-os-Montes e Alto Douro, onde foi gerado, neto de um sapateiro e de um Guarda Fiscal em Vila Nova de Gaia. Frequentou o Liceu Alexandre Herculano, no Porto, tendo prosseguido os estudos em Viana do Castelo e Vila Real.
Estudou Línguas Românicas e Direito na Faculdade de Letras e na Faculdade de Direito da Universidade de Lisboa.
Devido a razões políticas, foi obrigado a sair de Portugal e viveu no Rio de Janeiro, em São Paulo, Nova Iorque e Paris. Trabalhou como jornalista para os jornais "O Estado de S. Paulo", o "Correio Paulistano" e "O Globo", e na revista "O Cruzeiro".
Mudou-se para Amesterdão, em 1956, para trabalhar na embaixada brasileira. Colaborou com o Diário Popular e depois com o semanário Expresso. 
Fez um mestrado na Universidade de Amsterdão, apresentando uma tese intitulada "O povo na obra de Raul Brandão".
Casou-se com uma holandesa, de quem teve três filhas, da qual se divorciaria para se casar com Loekie, a irmã dela, por quem se apaixonou logo que a conheceu.

Após a reforma, continuou a carreira de jornalista e romancista. Colaborou em várias publicações portuguesas, brasileiras, belgas e holandesas.
A 10 de junho de 1991, foi agraciado com o grau de Comendador da Ordem do Infante D. Henrique. Em 1992, foi-lhe atribuída a medalha de ouro da cidade de Vila Nova de Gaia.
Desde 2008 que as suas obras estão a ser publicadas em Portugal, pela Quetzal Editores. Anteriomente, alguns dos seus livros foram publicados pela Editorial Escritor.

## Obras literárias
- Montedor, 1968 (com prefácio de António José Saraiva[4])
- O Rebate, 1971
- Com os Holandeses, 1972
- Portugal, a Flor e a Foice, 1975 (publicado na Holanda) e 2014 (publicado em Portugal)
- A Sétima Onda, 1984
- La Coca, 1994
- Ernestina, 1998
- A Amante Holandesa, 2003
- Os Lindos Braços da Júlia da Farmácia, 2011
- O Rebate, 2012
- Tempo Contado, 2012 (Grande Prémio de Literatura Autobiográfica da Associação Portuguesa de Escritores)
- Mazagran, 2013 (Grande Prémio de Crónica da Associação Portuguesa de Escritores)
- Mentiras & Diamantes, 2013
- Pó, Cinza e Recordações, 2015
- O Meças, 2016
- A Ira de Deus Sobre a Europa, 2016
- Trás-Os-Montes, o Nordeste, 2017
- O País do Solidó, 2021
- Douro, 2022